# Halvardstjärnet, Dalsland
Halvardstjärnet är en sjö i Bengtsfors kommun i Dalsland och ingår i Göta älvs huvudavrinningsområde.